# Liste der Bodendenkmäler in Mörnsheim
Auf dieser Seite sind die Bodendenkmäler in dem oberbayerischen Markt Mörnsheim zusammengestellt. Diese Tabelle ist eine Teilliste der Liste der Bodendenkmäler in Bayern. Grundlage ist die Bayerische Denkmalliste, die auf Basis des Bayerischen Denkmalschutzgesetzes vom 1. Oktober 1973 erstmals erstellt wurde und seither durch das Bayerische Landesamt für Denkmalpflege geführt wird. Die folgenden Angaben ersetzen nicht die rechtsverbindliche Auskunft der Denkmalschutzbehörde.

## Bodendenkmäler in Mörnsheim
| Lage                 | Objekt | Akten-Nr.     | Bild |
| -------------------- | --- | ------------- | ---- |
| Mörnsheim (Standort) | Untertägige mittelalterliche und frühneuzeitliche Teile im Bereich der Kath. Filialkirche St. Cyriakus, Largus und Smaragdus in Mühlheim.        | D-1-7131-0007 |      |
| Mörnsheim (Standort) | Gräberfeld des frühen Mittelalters. | D-1-7131-0008 |      |
| Mörnsheim (Standort) | Siedlung der frühen Bronzezeit und der Hallstattzeit.                                                                                            | D-1-7132-0010 |      |
| Mörnsheim (Standort) | Vorgeschichtliche Siedlung und Badegebäude der römischen Kaiserzeit.                                                                             | D-1-7132-0044 |      |
| Mörnsheim (Standort) | Untertägige mittelalterliche und frühneuzeitliche Siedlungsteile im Bereich der ehem. Burg Mörnsheim.                                            | D-1-7132-0045 |      |
| Mörnsheim (Standort) | Burgstall des hohen und späten Mittelalters. | D-1-7132-0079 |      |
| Mörnsheim (Standort) | Höhle mit Fundschichten des Mittel- und des Jungpaläolithikums.                                                                                  | D-1-7132-0080 |      |
| Mörnsheim (Standort) | Mittelalterliche und frühneuzeitliche Marktsiedlung von Mörnsheim.                                                                               | D-1-7132-0083 |      |
| Mörnsheim (Standort) | Silexbergbauareal des Jungneolithikums, befestigte Höhensiedlung der älteren und der jüngeren Bronzezeit, Höhensiedlung des frühen Mittelalters. | D-1-7132-0084 |      |
| Mörnsheim (Standort) | Grabhügel vorgeschichtlicher Zeitstellung und Körpergräber der frühen Latènezeit.                                                                | D-1-7132-0088 |      |
| Mörnsheim (Standort) | Viereckschanze der Latènezeit. | D-1-7132-0089 |      |
| Mörnsheim (Standort) | Gräber des frühen Mittelalters. | D-1-7132-0092 |      |
| Mörnsheim (Standort) | Siedlung vorgeschichtlicher Zeitstellung. | D-1-7132-0126 |      |
| Mörnsheim (Standort) | Mittelalterliche und frühneuzeitliche Befunde im Bereich der Kath. Pfarrkirche St. Johannes d. T. in Ensfeld.                                    | D-1-7132-0142 |      |
| Mörnsheim (Standort) | Untertägige frühneuzeitliche Teile im Bereich der Kath. Ortskapelle in Haunsfeld.                                                                | D-1-7132-0143 |      |
| Mörnsheim (Standort) | Mittelalterliche und frühneuzeitliche Befunde im Bereich der Kath. Filial- und Wallfahrtskirche Mariä Himmelfahrt.                               | D-1-7132-0144 |      |
| Mörnsheim (Standort) | Grabhügel vorgeschichtlicher Zeitstellung. | D-1-7132-0147 |      |
| Mörnsheim (Standort) | Mittelalterliche und frühneuzeitliche Befunde im Bereich der Kath. Pfarrkirche St. Anna in Mörnsheim.                                            | D-1-7132-0148 |      |
| Mörnsheim (Standort) | Siedlung vor- und frühgeschichtlicher Zeitstellung.                                                                                              | D-1-7132-0151 |      |
| Mörnsheim (Standort) | Grabhügel vorgeschichtlicher Zeitstellung. | D-1-7132-0152 |      |
| Mörnsheim (Standort) | Grabhügel vorgeschichtlicher Zeitstellung, wohl der späten Bronzezeit.                                                                           | D-1-7132-0153 |      |
| Mörnsheim (Standort) | Grabhügel vorgeschichtlicher Zeitstellung. | D-1-7132-0154 |      |
| Mörnsheim (Standort) | Grabhügel vorgeschichtlicher Zeitstellung. | D-1-7132-0155 |      |
| Mörnsheim (Standort) | Spätmittelalterliche und frühneuzeitliche Marktbefestigung von Mörnsheim.                                                                        | D-1-7132-0156 |      |
| Mörnsheim (Standort) | Grabhügel vorgeschichtlicher Zeitstellung. | D-1-7132-0157 |      |
| Mörnsheim (Standort) | Siedlung des späten Mittelalters. | D-1-7132-0178 |      |
| Mörnsheim (Standort) | Grabhügel vorgeschichtlicher Zeitstellung. | D-1-7132-0179 |      |